# مرکز ملی پزشکی مکمل و جایگزین

مرکز ملی پزشکی مکمل و جایگزین (به انگلیسی: National Center for Complementary and Alternative Medicine) یکی از آژانس‌های دولتی در کشور ایالات متحده آمریکا است.
این سازمان زیر نظر موسسات ملی بهداشت ایالات متحده آمریکا اداره می‌شود.

## تاریخچه
این مرکز در ماه اکتبر سال ۱۹۹۱ تحت نام «اداره طب جایگزین» تأسیس گردید که بعداً در اکتبر ۱۹۹۸ به «مرکز ملی پزشکی مکمل و جایگزین» تغییر نام یافت.

## انتقادها
منتقدین اینطور مطرح کرده‌اند که با وجود عمومی شدن اهداف و بودجه دهی، این سازمان و زیر مجموعه اش، اداره پزشکی جایگزین، بیش از ۸۰۰ میلیون دلار روی چنین تحقیقاتی از سال ۱۹۹۱ صرف کرده‌اند اما حتی نتوانسته‌اند اثر بخشی یکی از روشهای جایگزین درمان را نشان دهند یا اعلام کنند که هر یک از شاخه‌های پزشکی جایگزین بی‌فایده است.